# Paprotzaner See
Der Paprotzaner See (polnisch Jezioro Paprocańskie) ist ein künstliches Stillgewässer im Süden der oberschlesischen Stadt Tichau (Tychy). Er ist 1796 im Abbauraum der Paprotzaner Eisenhütte angelegt worden.

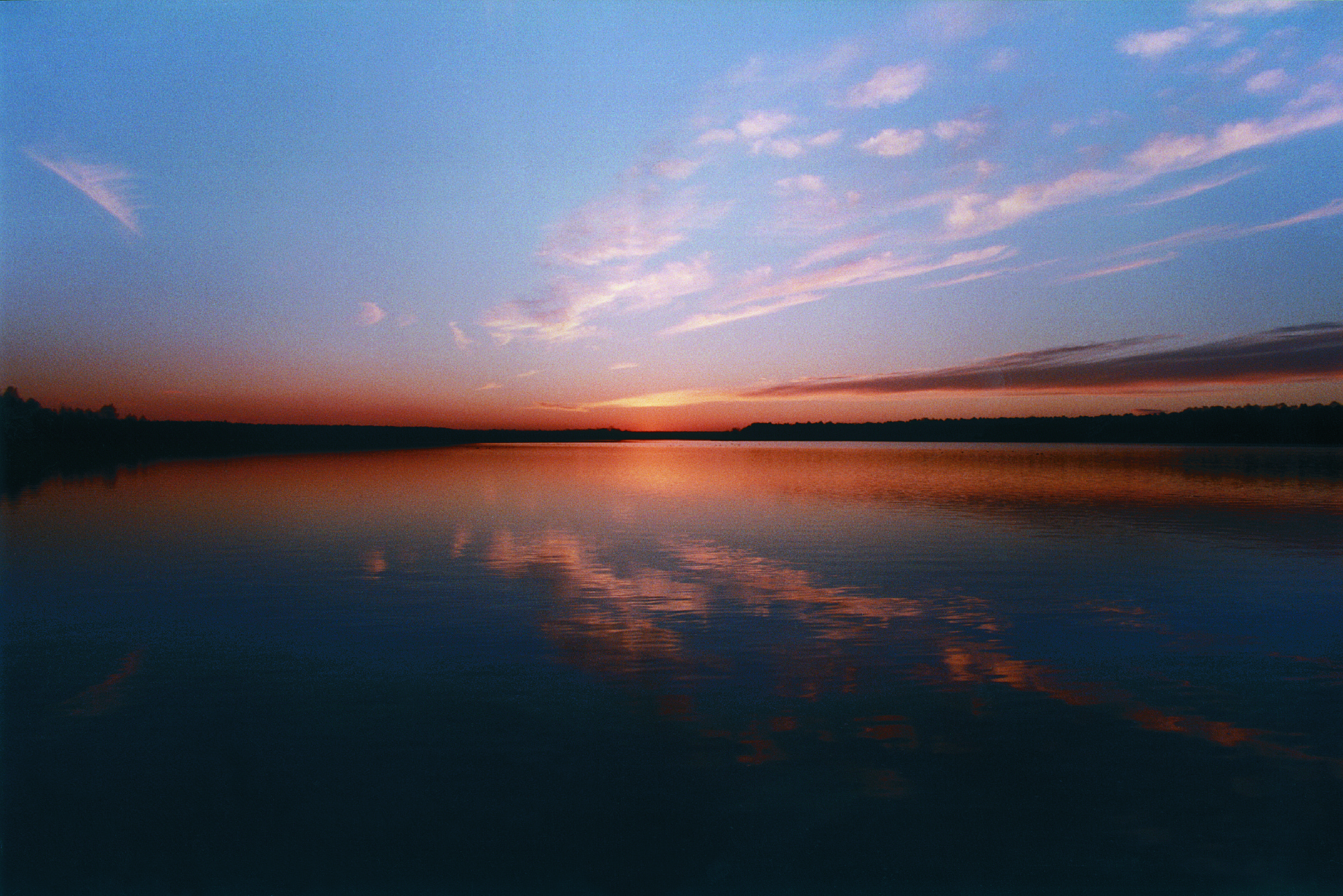
Sonnenuntergang am Paprotzaner See

## Flora und Fauna
Etwa 132 Hektar groß, weist der Paprotzaner See gegenwärtig eine Tiefe von 150 bis 190 Zentimetern auf. Mit Ausnahme des nordöstlichen Ufers, mit dem er an den gleichnamigen Tichauer Stadtbezirk Paprotzan (Paprocany) grenzt, ist der Paprotzaner See von Wäldern der Plesser Heide (Puszcza Pszczyńska) umgeben.
Zwischen 1986 und 1992 wurde der Paprotzaner See einer weitreichenden Rekultivierung unterzogen. An seinem südlichen Ufer ist eine vielfältige Morastlandschaft entstanden, in der unter anderem Graureiher, Lachmöwen, Schwäne, Trauerseeschwalben und Stockenten siedeln. Im Becken selbst sind unter anderem Barsche, Hechte, Aale, Karauschen, Schleie und Karpfen heimisch.

## Nutzung
Der Paprotzaner See dient als Naherholungsgebiet und Hochwasserschutz für den südöstlichen Teil der Stadt. Im Nordosten befindet sich ein Freizeitzentrum des städtischen Sportvereins Mosir Tychy. Dieser betreibt am Ufer des Paprotzaner Sees darüber hinaus einen geschützten Badestrand, Sportplätze für diverse Mannschaftssportarten und Tennis, einen Campingplatz sowie Steganlagen für Sportboote. Diese werden auch von örtlichen Wassersportvereinen genutzt, wie etwa der Kajakriege des MOSM Tychy. Wachsender Beliebtheit erfreut sich neben dem auf dem Paprotzaner See betriebenen Kanu- und Rudersport auch das Segeln, das von zwei privat organisierten Gesellschaften betrieben wird.
Unweit des südwestlichen Ufers befindet sich zudem das Jagdschloss Promnitz (Pałac myśliwski w Promnicach), ein 1861 erbautes und seit 2003 als Tagungszentrum genutztes Anwesen. Seit 1999 finden am Paprotzaner See im Sommer außerdem verschiedene Musikfestivals statt.

## Trivia
Das deutsche Militär unterhielt am Paprotzaner See seit 1918 eine Batterie mit fast einhundert stationierten Soldaten. Im Zuge der Aufstände in Oberschlesien eroberten in der Nacht vom 16. auf den 17. August 1919 oberschlesische Aufständische die Einrichtung. Anlass war vor allem die Tötung einheimischer Streikender durch deutsche Beamte am Tag zuvor. Bei der Einnahme der Batterie wurden alle deutschen Soldaten gefangen genommen und das militärische Material beschlagnahmt.